# Moses Hampton
Moses Hampton (* 28. Oktober 1803 in Beaver, Beaver County, Pennsylvania; † 27. Juni 1878 bei Wilkinsburg, Pennsylvania) war ein US-amerikanischer Politiker. Zwischen 1847 und 1851 vertrat er den Bundesstaat Pennsylvania im US-Repräsentantenhaus.

## Werdegang
Noch in seiner Kindheit zog Moses Hampton mit seinen Eltern in das Trumbull County in Ohio, wo er eine klassische Schulausbildung erhielt. Danach besuchte er bis 1827 das Washington College in Washington (Pennsylvania). Nach einem anschließenden Jurastudium und seiner 1829 erfolgten Zulassung als Rechtsanwalt begann er in Somerset in diesem Beruf zu arbeiten. Im Jahr 1838 verlegte er seinen Wohnsitz und seine Anwaltskanzlei nach Pittsburgh. Politisch schloss er sich der Whig Party an.
Bei den Kongresswahlen des Jahres 1846 wurde Hampton im 21. Wahlbezirk von Pennsylvania in das US-Repräsentantenhaus in Washington, D.C. gewählt, wo er am 4. März 1847 die Nachfolge von Cornelius Darragh antrat. Nach einer Wiederwahl konnte er bis zum 3. März 1851 zwei Legislaturperioden im Kongress absolvieren. Diese waren anfangs noch von den Ereignissen des Mexikanisch-Amerikanischen Krieges geprägt. Die Zeit nach diesem Krieg war von den Diskussionen um die Frage der Sklaverei bestimmt. Unter anderem wurde der von US-Senator Henry Clay eingebrachte Kompromiss von 1850 verabschiedet.
Ebenfalls im Jahr 1850 verzichtete Hampton auf eine weitere Kongresskandidatur. Zwischen 1853 und 1873 war er Vorsitzender Richter am Bezirksgericht im Allegheny County. Moses Hampton starb am 27. Juni 1878 auf seinem Anwesen Hampton Place nahe Wilkinsburg.